# Universidad Autónoma de Ciudad Juárez
La Universidad Autónoma de Ciudad Juárez (UACJ) es una universidad pública fundada en 1973 con sede en la fronteriza Ciudad Juárez, Chihuahua, en México. Está organizada en 4 institutos y 3 unidades multidisciplinarias. Imparte licenciaturas y posgrados en las áreas de administración y negocios, arquitectura, diseño y arte, ciencias de la salud, ciencias sociales, jurídicas y humanidades e ingenierías.

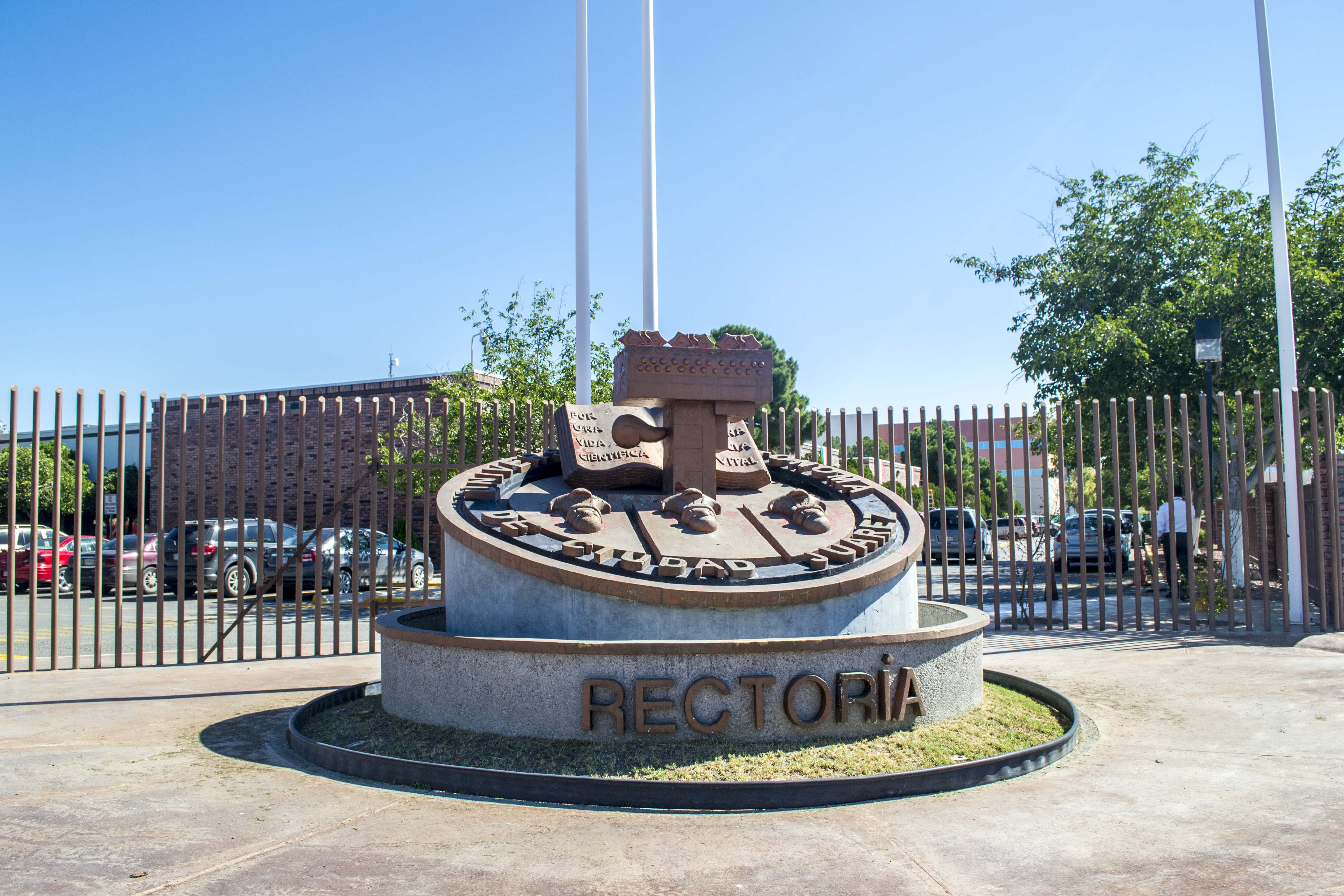
Escultura del escudo de la Universidad Autónoma de Ciudad Juárez ubicado en la rectoría de la universidad.

## Historia
La Universidad Autónoma de Ciudad Juárez con las siglas (UACJ), fue fundada el 10 de octubre de 1973 como resultado de la integración de tres instituciones de educación superior; la Universidad Femenina, la Universidad Mixta y la Universidad Ciudad Juárez A.C. 
En 1968 fue fundada la Universidad Femenina de Ciudad Juárez, de carácter particular y de acceso solo a mujeres, incorporada a la universidad del mismo nombre en la Ciudad de México con una matrícula de 74 estudiantes y su primer rector fue Adolfo Chávez Calderón. En su apertura se impartieron las carreras subprofesionales de Trabajo Social, Decoración, Secretaria Médico Bilingüe y Técnico en Publicidad, a las que se sumaron las profesionales de Derecho y Ciencias Diplomáticas. Más adelante en la Universidad de Ciudad Juárez se ofrecieron las carreras profesionales de Derecho, Arquitectura y Medicina.
El 29 de enero de 1973 el entonces presidente de la República Luis Echeverría Álvarez colocó la primera piedra de lo que sería la Universidad Autónoma de Ciudad Juárez. “Colocaremos una primera piedra para que inmediatamente la Comisión de Planeación señale los sitios en los distintos terrenos y se haga construir la universidad, para que en pocos meses se ponga a trabajar”, dijo el mandatario. Echeverría se comprometió a regresar antes de terminar el año para inaugurar la universidad. “Hoy mismo regreso a la Ciudad de México dispondré que se haga una reproducción del coche en que el Presidente Juárez llegó a Paso del Norte, para que al mismo tiempo se vaya construyendo y esté listo para ser colocado en la puerta de entrada a la Universidad, como un símbolo de la Independencia de México”, concluyó.

### Rectores
| Número | Rector                          | Periodo   | Nota |
| ------ | ------------------------------- | --------- | --- |
| 1.º    | René Franco Barreno             | 1973-1978 | |
|        | Sergio Conde Varela             | 1974-1975 | Un grupo de consejeros universitarios inconformes con el rectorado de Franco Barreno, constituyen en Consejo Universitario alterno quien lo nombra rector provisional. |
| 2.º    | Enrique Villareal Macías        | 1978-1982 | |
| 3.º    | Carlos Silveyra Saito           | 1982-1985 | |
| 4.º    | Alfredo Cervantes García        | 1985-1990 | |
| 5.º    | Wilfrido Campbell Saavedra      | 1990-1994 | |
| 6.º    | Rubén Lau Rojo                  | 1994-2000 | |
| 7.º    | Felipe Fornelli Lafon           | 2000-2006 | |
| 8.º    | Jorge Mario Quintana Silveyra   | 2006-2010 | |
| 9.º    | Francisco Javier Sánchez Carlos | 2010-2012 | |
| 10.º   | Ricardo Duarte Jaquez           | 2012-2018 | |
| 11.º   | Juan Ignacio Camargo Nassar     | 2018-2024 | |
| 12.º   | Daniel Constandse Cortez        | 2024-     | |

## Conformación
La UACJ se conforma por cuatro institutos y tres divisiones multidisciplinarias dentro del estado de Chihuahua.
- Instituto de Ciencias Sociales y Administración (ICSA)
- Instituto de Arquitectura, Diseño y Arte (IADA)
- Instituto de Ingeniería y Tecnología (IIT)
- Instituto de Ciencias Biomédicas (ICB)

Así como las 3 Divisiones Multidisciplinarias de la UACJ, las cuales se conforman como un conjunto de los 4 principales institutos:
- División Multidisciplinaria de Nuevo Casas Grandes (DMNCG)
- Division Multidisciplinaria Ciudad Universitaria (DMCU)
- División Multidisciplinaria Cuauhtémoc (DMC)

## Identidad

### Escudo
Elementos del Escudo
El libro: Dentro del escudo de la Universidad representa el conocimiento, el estudio y la ciencia.
El caracol: Representa cada uno de los tres institutos que iniciaron la Universidad Ciencias Sociales y Administración, Ciencias Biomédicas e Ingeniería y Arquitectura.
La flor o xóchitl: Significa la presencia de cada una de las tres universidades que representaron a la actual UACJ .
El lema inscrito dentro del libro es el lema de la Universidad. "Por una vida científica, por una ciencia vital". El estilo gráfico del ideograma se encuentra dado por la tradición pictórica y educativa de los antiguos mexicanos.
El Glifo: Llamado en náhuatl Cuicatl. Significa canto, salmo, oración, palabra. Representa la voz la Universidad proyectada hacia el pueblo.
El Calmecac: Representa la casa de la sabiduría.

### Lema
¨Por una vida científica, por una ciencia vital¨

## Ciudad Universitaria
Es una de las divisiones multidisciplinarias de la UACJ, ubicada al suroriente de Ciudad Juárez. Está constituida por cuatro edificios: A, B, C y D. También cuenta con un gimnasio, canchas de fútbol, piscina semi olímpica, múltiples áreas de descanso y comida, biblioteca, entre otros espacios. Adicionalmente, existen centros de cómputo de libre acceso para los alumnos de la institución. Dado que el campus se encuentra alejado de la urbe, es común encontrar en este variedad de flora y fauna, una característica peculiar y distintiva.

## Servicios

### Subdirección de Servicios Bibliotecarios de la UACJ
La UACJ cuenta con las siguientes bibliotecas
- Biblioteca Central Carlos Montemayor (BIC) en el Instituto de Ciencias Sociales y Administración (ICSA).
- Biblioteca Otto Campbell (BOC) en los Institutos de Ingeniería y Tecnología (IIT) y el de Arquitectura Diseño y Arte (IADA).
- Biblioteca de Ciencias Biomédicas (BIO) en el Instituto de Ciencias Biomédicas (ICB).
- Biblioteca de la Ciudad del Conocimiento (BCC) en Ciudad del Conocimiento (CC).
- Biblioteca del Hospital General (BHG) en el Hospital General de Ciudad Juárez.
- Biblioteca del Hospital Infantil (BHI) en el Hospital Infantil de Especialidades de Ciudad Juárez.
- Colecciones Especiales (CES) en la Biblioteca Central Carlos Montemayor.
- Biblioteca de Nuevo Casas Grandes (BCG) en División de la UACJ en Nuevo Casas Grandes (CNCG).
- Biblioteca Virtual (BIVIR)

### UACJ TV
El sábado 18 de agosto de 2012, iniciaron las transmisiones del canal de la Universidad Autónoma de Ciudad Juárez. UACJ TV 44.3 nace con la misión de ofrecer programas con un contenido cultural y educativo no solo para los universitarios sino para la comunidad en general.
La importancia de abrir este medio de comunicación para la UACJ, es la de ofrecer programación propia que muestre de primera mano lo que ocurre al interior de la institución, programas alternativos y producciones de otras universidades y entidades que acrecenten el aservo cultural.
UACJ TV 44.3 , tiene una programación variada que incluye noticieros, programas culturales, tecnología, infantiles, artes y oficios, cocina y deportes.
Pertenece a La Red de televisoras y radiodifusoras culturales y educativas de México y es parte fundadora de la Alianza Mexicana de Productoras y Televisoras Universitarias, AMPTU, lo cual le da la oportunidad de ofrecer emisiones y eventos en exclusiva que la televisión comercial no difunde. UACJ TV 44.3, se distingue como una opción para los que gustan de una televisión alternativa con un contenido que alimente a la creatividad y el entretenimiento de una manera diferente.

### UACJ Radio
Con UACJ Radio se inaugura una nueva etapa en la comunicación que genera la Universidad Autónoma de Ciudad Juárez. Este comienzo a través de internet permite brindar producciones radiofónicas que proyectan parte del ser y quehacer de nuestra máxima casa de estudios.
Este medio, dirigido en primer lugar a todas y todos los universitarios permite tener un acceso seguro a la comunicación que se genera en nuestra universidad y con ello también hacerla extensiva la sociedad en general.El equipo de Radio Universidad está conformado por voluntarios y colaboradores que está conformado por un coordinador, guionistas, periodistas, locutores y técnicos.

### Sociedad estudiantil de ciencia espacial UACJ
La Sociedad Estudiantil De Ciencia Espacial es una asociación científica vinculada a la Agencia Espacial Mexicana sin fines de lucro y esta establecida en la Universidad Autónoma de Ciudad Juárez. Tiene como objetivos la divulgación, la investigación y la generación de oportunidades en el sector espacial para Ciudad Juárez. Así mismo se encarga de realizar eventos científicos especializados para estudiantes educación superior así como eventos dedicados al público en general. Cada año celebran el Congreso espacial universitario que reúne a los diferentes especialistas con conocimiento en el sector espacial locales e internacionales. La sociedad está conformada por alumnos de diferentes programas de licenciatura, maestría y doctorado. De manera simultánea cuentan con docentes especialistas en diferentes campos de investigación. Fue fundada por los estudiantes Luis Andrés Valenzuela y Carlos Ortiz quienes estudiaban medicina e ingeniería en el 2017.